# Liga de Campeones de fútbol sala de la UEFA 2019-20
La Liga de Campeones de fútbol sala de la UEFA 2019-20 fue la 34.ª edición del máximo torneo de clubes de fútbol sala y la 2.ª bajo el nombre de Liga de Campeones de fútbol sala de la UEFA.
El torneo empezó el 27 de agosto de 2019 con los primeros partidos de la Ronda Preliminar y terminó el 11 de octubre de 2020 con la Fase Final.
La fase final planificada para disputarse en Minsk del 24 al 26 de abril de 2020, fue cancelada debido a la Pandemia de COVID-19 en Europa. El 17 de junio de 2020 la UEFA anunció que la fase final del torneo se disptaría del 9 al 11 de octubre de 2020 en el Palau Blaugrana de Barcelona a puerta cerrada.

## Formato
El torneo consta de cuatro rondas: Ronda Preliminar, Ronda Principal, Ronda Élite y Ronda Final.
La primera en jugarse es la Ronda Preliminar, donde en función del número de participantes, los equipos con menor clasificación pasan a disputar mini-torneos de tres o cuatro equipos bajo el sistema de liga que tienen lugar al inicio de la temporada. Cada mini-torneo lo acoge uno de los equipos que participa y cada conjunto juega ante los otros siendo el vencedor del grupo el que pasa a la siguiente ronda.
En la Ronda Principal, los ganadores de la ronda preliminar se unen al resto de participantes excepto a los cuatro conjuntos con una mejor clasificación, que entran en competición en la ronda élite. Los clubes se dividen en seis grupos de cuatro equipos y los mini-torneos vuelven a disputarse en una sede pero esta vez avanzan a la siguiente ronda los dos mejores de cada grupo.
En la Ronda Élite, los 12 equipos que provienen de la ronda principal se unen a los cuatro cabeza de serie y se forman cuatro grupos de cuatro equipos. Los ganadores de los mini-torneos, que se disputan en otoño, pasan a la fase final.
Los cuatro clasificados juegan la fase final durante un fin de semana del mes de abril y la sede es escogida entre los participantes en dicha fase. El torneo se juega en formato eliminatorio con las semifinales dos días antes de la final y el partido por el tercer puesto. Si el partido por el tercer y cuarto puesto acaba en empate tras los 40 minutos se irá directamente a los penaltis. En el resto de los partidos, se jugarán diez minutos de prórroga.

## Equipos participantes
Las tres primeras naciones de la clasificación, es decir, España, Portugal y Rusia, tienen derecho a inscribir dos equipos. Dado que el poseedor del trofeo pertenece a una de estas federaciones, Kazajistán, cuarto en la clasificación, también obtiene esta ventaja. Sus ocho representantes, incluido el campeón defensor Sporting CP, se encuentran entre los 23 equipos con los coeficientes más altos y comienzan directamente desde la ronda principal. Los otros 34 parten de la ronda preliminar (ambas rondas se sortearon en la misma ceremonia). Son 53 las federaciones que compiten, al igual que en la pasada edición.

### Lista de equipos
Lista de equipos por coeficiente UEFA.
| Posición | Equipo               | Coef.  | Ruta |
| -------- | -------------------- | ------ | ---- |
| Campeón  | Sporting de Portugal | 67,883 | A    |
| 1        | FC Barcelona         | 46,501 | A    |
| 2        | AFC Kairat           | 42,667 | A    |
| 3        | SL Benfica           | 30,833 | A    |
| 4        | ElPozo Murcia        | 29,167 | A    |
| 5        | KMF Ekonomac         | 19,001 | A    |
| 6        | FP Halle-Gooik       | 15,999 | A    |
| 7        | MFC Ayat             | 15,000 | A    |
| 8        | MFK Tiumén           | 13,833 | A    |
| 9        | MFK KPRF             | 13,833 | A    |
| 10       | Araz Naxçivan        | 12,500 | A    |
| 11       | FK Dobovec           | 9,167  | A    |
| 12       | MFK Stalìca          | 9,167  | B    |
| 13       | Italservice          | 8,833  | B    |
| 14       | MNK Novo Vrijeme     | 8,667  | B    |
| 15       | Rekord Bielsko-Biała | 8,335  | B    |
| 16       | MVFC Berettyóújfalu  | 7,334  | A    |
| 17       | MFK Prodeksim        | 7,333  | A    |
| 18       | FK Kauno Žalgiris    | 6,583  | A    |
| 19       | FC Mostar-Stari Grad | 5,501  | A    |
| 20       | Sparta Praga         | 5,000  | A    |
| 21       | FC Liburn            | 4,667  | A    |
| 22       | IFK Uddevalla        | 4,335  | A    |

| Posición | Equipo                       | Coef. |
| -------- | ---------------------------- | ----- |
| 23       | FC Leo                       | 4,251 |
| 24       | FK Csíkszereda               | 4,167 |
| 25       | Pinerola Bratislava          | 3,833 |
| 26       | Lokomotīve Daugavpils        | 3,667 |
| 27       | Georgians Tbilisi            | 3,334 |
| 28       | St. Andrews FC               | 3,334 |
| 29       | TSV Weilimdorf               | 3,20  |
| 30       | Zaalvoetbal Hovocubo         | 3,167 |
| 31       | Kampuksen Dynamo             | 2,833 |
| 32       | Futsal Minerva               | 2,626 |
| 33       | Futsal Gentofte              | 2,335 |
| 34       | AC Omonia Nicosia            | 2,167 |
| 35       | Toulon Élite Futsal          | 2,000 |
| 36       | FK Shkupi                    | 1,834 |
| 37       | Helvecia FC                  | 1,667 |
| 38       | Varna City FC                | 1,500 |
| 39       | Sjarmtrollan Idrettsforening | 1,417 |

| Posición | Asociación           | Coef. |
| -------- | -------------------- | ----- |
| 40       | FC Allstars          | 1,167 |
| 41       | KMF Titograd         | 1,167 |
| 39       | Dinamo Chisinau      | 1,167 |
| 40       | Lynx FC              | 1,001 |
| 41       | AEK Atenas           | 1,000 |
| 42       | Maccabi Nahalat      | 0,833 |
| 43       | KF Tirana            | 0,750 |
| 44       | RF Luxembourg        | 0,750 |
| 45       | Cardiff University   | 0,501 |
| 46       | Gazi Üniversitesi SK | 0,500 |
| 47       | Blue Magic FC        | 0,334 |
| 48       | SMS Viimsi           | 0,333 |
| 49       | FC Encamp            | 0,251 |
| 50       | FC Fiorentino        | 0,167 |
| 51       | Vængir Júpiters      | 0,000 |
| 52       | Sparta Belfast       | 0,000 |
| 53       | PYF Saltires         | 0,000 |

## Ronda Preliminar

### Grupo A
Sede: Tallin,  Estonia
| Equipo              | Pts | PJ | PG | PE | PP | GF | GC | Dif |
| ------------------- | --- | -- | -- | -- | -- | -- | -- | --- |
| Toulon Élite Futsal | 7   | 3  | 2  | 1  | 0  | 22 | 10 | +12 |
| SMS Viimsi          | 7   | 3  | 2  | 1  | 0  | 15 | 8  | +7  |
| Kampuksen Dynamo    | 3   | 3  | 1  | 0  | 2  | 4  | 11 | -7  |
| KF Tirana           | 0   | 3  | 0  | 0  | 3  | 5  | 17 | -12 |

### Grupo B
Sede: Skopie,  Macedonia del Norte
| Equipo                | Pts | PJ | PG | PE | PP | GF | GC | Dif |
| --------------------- | --- | -- | -- | -- | -- | -- | -- | --- |
| FK Shkupi             | 9   | 3  | 3  | 0  | 0  | 19 | 3  | +16 |
| Lokomotīve Daugavpils | 6   | 3  | 2  | 0  | 1  | 14 | 7  | +7  |
| Cardiff University    | 3   | 3  | 1  | 0  | 2  | 5  | 11 | -6  |
| FC Encamp             | 0   | 3  | 0  | 0  | 3  | 5  | 22 | -17 |

### Grupo C
Sede: Atenas,  Grecia
| Equipo         | Pts | PJ | PG | PE | PP | GF | GC | Dif |
| -------------- | --- | -- | -- | -- | -- | -- | -- | --- |
| FK Csíkszereda | 9   | 3  | 3  | 0  | 0  | 19 | 6  | +13 |
| Futsal Minerva | 4   | 3  | 1  | 1  | 1  | 11 | 13 | -2  |
| Blue Magic FC  | 2   | 3  | 0  | 2  | 1  | 8  | 17 | -9  |
| AEK Atenas     | 1   | 3  | 0  | 1  | 2  | 10 | 12 | -2  |

### Grupo D
Sede: Nicosia,  Chipre
| Equipo               | Pts | PJ | PG | PE | PP | GF | GC | Dif |
| -------------------- | --- | -- | -- | -- | -- | -- | -- | --- |
| AC Omonia Nicosia    | 7   | 3  | 2  | 1  | 0  | 21 | 8  | +13 |
| Gazi Üniversitesi SK | 6   | 3  | 2  | 0  | 1  | 12 | 11 | +1  |
| Pinerola Bratislava  | 4   | 3  | 1  | 1  | 1  | 15 | 9  | +6  |
| Vængir Júpiters      | 1   | 3  | 0  | 1  | 2  | 2  | 22 | -20 |

### Grupo E
Sede: Wiener Neustadt,  Austria
| Equipo         | Pts | PJ | PG | PE | PP | GF | GC | Dif |
| -------------- | --- | -- | -- | -- | -- | -- | -- | --- |
| TSV Weilimdorf | 9   | 3  | 3  | 0  | 0  | 22 | 9  | +13 |
| FC Allstars    | 6   | 3  | 2  | 0  | 1  | 20 | 15 | +5  |
| RF Luxembourg  | 3   | 3  | 1  | 0  | 2  | 14 | 19 | -5  |
| Sparta Belfast | 0   | 3  | 0  | 0  | 3  | 9  | 22 | -13 |

### Grupo F
Sede: Tromsø,  Noruega
| Equipo                       | Pts | PJ | PG | PE | PP | GF | GC | Dif |
| ---------------------------- | --- | -- | -- | -- | -- | -- | -- | --- |
| St. Andrews FC               | 9   | 3  | 3  | 0  | 0  | 18 | 6  | +12 |
| Dinamo Chisinau              | 4   | 3  | 1  | 1  | 1  | 14 | 9  | +5  |
| Sjarmtrollan Idrettsforening | 4   | 3  | 1  | 1  | 1  | 7  | 10 | -3  |
| FC Fiorentino                | 0   | 3  | 0  | 0  | 3  | 2  | 16 | -14 |

### Grupo G
Sede: Zwaag,  Países Bajos
| Equipo               | Pts | PJ | PG | PE | PP | GF | GC | Dif |
| -------------------- | --- | -- | -- | -- | -- | -- | -- | --- |
| Zaalvoetbal Hovocubo | 9   | 3  | 3  | 0  | 0  | 20 | 3  | +17 |
| Helvecia FC          | 6   | 3  | 2  | 0  | 1  | 17 | 11 | +6  |
| PYF Saltires         | 3   | 3  | 1  | 0  | 2  | 9  | 18 | -9  |
| Lynx FC              | 0   | 3  | 0  | 0  | 3  | 6  | 20 | -14 |

### Grupo H
Sede: Varna,  Bulgaria
| Equipo            | Pts | PJ | PG | PE | PP | GF | GC | Dif |
| ----------------- | --- | -- | -- | -- | -- | -- | -- | --- |
| Georgians Tbilisi | 6   | 2  | 2  | 0  | 0  | 12 | 3  | +9  |
| Maccabi Nahalat   | 3   | 2  | 1  | 0  | 1  | 3  | 10 | -7  |
| Varna City FC     | 0   | 2  | 0  | 0  | 2  | 5  | 7  | -2  |

### Grupo I
Sede: Podgorica,  Montenegro
| Equipo          | Pts | PJ | PG | PE | PP | GF | GC | Dif |
| --------------- | --- | -- | -- | -- | -- | -- | -- | --- |
| FC Leo          | 6   | 2  | 2  | 0  | 0  | 7  | 3  | +4  |
| Futsal Gentofte | 3   | 2  | 1  | 0  | 1  | 8  | 7  | +1  |
| KMF Titograd    | 0   | 2  | 0  | 0  | 2  | 5  | 10 | -5  |

## Ronda Principal

### Ruta A

#### Grupo 1
Sede: Podčetrtek,  Eslovenia
| Equipo               | Pts | PJ | PG | PE | PP | GF | GC | Dif |
| -------------------- | --- | -- | -- | -- | -- | -- | -- | --- |
| Sporting de Portugal | 9   | 3  | 3  | 0  | 0  | 20 | 1  | +19 |
| FK Dobovec           | 6   | 3  | 2  | 0  | 1  | 11 | 5  | +6  |
| FC Mostar-Stari Grad | 1   | 3  | 0  | 1  | 2  | 3  | 13 | -10 |
| KMF Ekonomac         | 1   | 3  | 0  | 1  | 2  | 2  | 17 | -15 |

#### Grupo 2
Sede: Halle,  Bélgica
| Equipo         | Pts | PJ | PG | PE | PP | GF | GC | Dif |
| -------------- | --- | -- | -- | -- | -- | -- | -- | --- |
| SL Benfica     | 7   | 3  | 2  | 1  | 0  | 14 | 3  | +11 |
| MFK Prodeksim  | 7   | 3  | 2  | 1  | 0  | 16 | 7  | +9  |
| FP Halle-Gooik | 3   | 3  | 1  | 0  | 2  | 10 | 14 | -4  |
| Araz Naxçivan  | 0   | 3  | 0  | 0  | 3  | 4  | 20 | -16 |

#### Grupo 3
Sede: Jonava,  Lituania
| Equipo            | Pts | PJ | PG | PE | PP | GF | GC | Dif |
| ----------------- | --- | -- | -- | -- | -- | -- | -- | --- |
| FC Barcelona      | 9   | 3  | 3  | 0  | 0  | 16 | 1  | +15 |
| MFK Tiumén        | 6   | 3  | 2  | 0  | 1  | 12 | 6  | +6  |
| MFC Ayat          | 3   | 3  | 1  | 0  | 2  | 9  | 19 | -10 |
| FK Kauno Žalgiris | 0   | 3  | 0  | 0  | 3  | 6  | 17 | -11 |

#### Grupo 4
Sede: Berettyóújfalu,  Hungría
| Equipo              | Pts | PJ | PG | PE | PP | GF | GC | Dif |
| ------------------- | --- | -- | -- | -- | -- | -- | -- | --- |
| MFK KPRF            | 9   | 3  | 3  | 0  | 0  | 14 | 6  | +8  |
| ElPozo Murcia       | 6   | 3  | 2  | 0  | 1  | 13 | 8  | +5  |
| AFC Kairat          | 3   | 3  | 1  | 0  | 2  | 5  | 6  | -1  |
| MVFC Berettyóújfalu | 0   | 3  | 0  | 0  | 3  | 1  | 13 | -12 |

### Ruta B

#### Grupo 5
Sede: Praga,  República Checa
| Equipo               | Pts | PJ | PG | PE | PP | GF | GC | Dif |
| -------------------- | --- | -- | -- | -- | -- | -- | -- | --- |
| Sparta Praga         | 9   | 3  | 3  | 0  | 0  | 16 | 5  | +11 |
| FK Csíkszereda       | 4   | 3  | 1  | 1  | 1  | 7  | 10 | -3  |
| Rekord Bielsko-Biała | 3   | 3  | 1  | 0  | 2  | 5  | 7  | -2  |
| St. Andrews FC       | 1   | 3  | 0  | 1  | 2  | 4  | 10 | -6  |

#### Grupo 6
Sede: Makarska,  Croacia
| Equipo            | Pts | PJ | PG | PE | PP | GF | GC | Dif |
| ----------------- | --- | -- | -- | -- | -- | -- | -- | --- |
| MNK Novo Vrijeme  | 9   | 3  | 3  | 0  | 0  | 14 | 7  | +7  |
| FC Leo            | 6   | 3  | 2  | 0  | 1  | 16 | 12 | +4  |
| FK Shkupi         | 3   | 3  | 1  | 0  | 2  | 11 | 15 | -2  |
| AC Omonia Nicosia | 0   | 3  | 0  | 0  | 3  | 11 | 18 | -7  |

#### Grupo 7
Sede: Misnk,  Bielorrusia
| Equipo               | Pts | PJ | PG | PE | PP | GF | GC | Dif |
| -------------------- | --- | -- | -- | -- | -- | -- | -- | --- |
| MFK Stalìca          | 7   | 3  | 2  | 1  | 0  | 13 | 3  | +10 |
| Toulon Élite Futsal  | 4   | 3  | 1  | 1  | 1  | 11 | 9  | +2  |
| FC Liburn            | 3   | 3  | 0  | 3  | 0  | 9  | 9  | 0   |
| Zaalvoetbal Hovocubo | 1   | 3  | 0  | 1  | 2  | 5  | 17 | -12 |

#### Grupo 8
Sede: Uddevalla,  Suecia
| Equipo            | Pts | PJ | PG | PE | PP | GF | GC | Dif |
| ----------------- | --- | -- | -- | -- | -- | -- | -- | --- |
| Italservice       | 9   | 3  | 3  | 0  | 0  | 13 | 5  | +8  |
| Georgians Tbilisi | 6   | 3  | 2  | 0  | 1  | 11 | 9  | +2  |
| TSV Weilimdorf    | 3   | 3  | 1  | 0  | 2  | 9  | 11 | -2  |
| IFK Uddevalla     | 0   | 3  | 0  | 0  | 3  | 3  | 11 | -8  |

## Ronda Élite
| Ronda Principal Ruta A | Ronda Principal Ruta A                    | Ronda Principal Ruta A                       | Ronda Principal Ruta A                                    |
| Grupos                 | Campeones (Posición de Cabeza de Serie 1) | Subcampeones (Posición de Cabeza de Serie 2) | Terceros clasificados (Posición de Cabeza de Serie 3 y 4) |
| ---------------------- | ----------------------------------------- | -------------------------------------------- | --------------------------------------------------------- |
| 1                      | Sporting de Portugal                      | FK Dobovec                                   | FC Mostar-Stari Grad                                      |
| 2                      | SL Benfica                                | MFK Prodeksim                                | FP Halle-Gooik                                            |
| 3                      | FC Barcelona                              | MFK Tiumén                                   | MFC Ayat                                                  |
| 4                      | MFK KPRF                                  | ElPozo Murcia                                | AFC Kairat                                                |

| Ronda Principal Ruta B | Ronda Principal Ruta B                        |
| Grupos                 | Campeones (Posición de Cabeza de Serie 3 y 4) |
| ---------------------- | --------------------------------------------- |
| 5                      | Sparta Praga                                  |
| 6                      | MNK Novo Vrijeme                              |
| 7                      | MFK Stalìca                                   |
| 8                      | Italservice                                   |

### Grupo A
Sede: Moscú,  Rusia
| Equipo               | Pts | PJ | PG | PE | PP | GF | GC | Dif |
| -------------------- | --- | -- | -- | -- | -- | -- | -- | --- |
| MFK KPRF             | 9   | 3  | 3  | 0  | 0  | 14 | 5  | +9  |
| FK Dobovec           | 6   | 3  | 2  | 0  | 1  | 11 | 7  | +4  |
| FP Halle-Gooik       | 3   | 3  | 1  | 0  | 2  | 10 | 8  | +2  |
| FC Mostar-Stari Grad | 0   | 3  | 0  | 0  | 3  | 6  | 21 | -15 |

### Grupo B
Sede: Tiumén,  Rusia
| Equipo               | Pts | PJ | PG | PE | PP | GF | GC | Dif |
| -------------------- | --- | -- | -- | -- | -- | -- | -- | --- |
| MFK Tiumén           | 7   | 3  | 2  | 1  | 0  | 9  | 4  | +5  |
| Sporting de Portugal | 6   | 3  | 2  | 0  | 1  | 10 | 5  | +5  |
| MNK Novo Vrijeme     | 4   | 3  | 1  | 1  | 1  | 6  | 9  | -3  |
| MFC Ayat             | 0   | 3  | 0  | 0  | 3  | 4  | 11 | -7  |

### Grupo C
Sede: Almaty,  Kazajistán
| Equipo        | Pts | PJ | PG | PE | PP | GF | GC | Dif |
| ------------- | --- | -- | -- | -- | -- | -- | -- | --- |
| ElPozo Murcia | 7   | 3  | 2  | 1  | 0  | 11 | 6  | +5  |
| Italservice   | 4   | 3  | 1  | 1  | 1  | 11 | 9  | +2  |
| SL Benfica    | 3   | 3  | 1  | 0  | 2  | 8  | 12 | -4  |
| AFC Kairat    | 3   | 3  | 1  | 0  | 2  | 9  | 12 | -3  |

### Grupo D
Sede: Misnk,  Bielorrusia
| Equipo        | Pts | PJ | PG | PE | PP | GF | GC | Dif |
| ------------- | --- | -- | -- | -- | -- | -- | -- | --- |
| FC Barcelona  | 9   | 3  | 3  | 0  | 0  | 12 | 4  | +8  |
| MFK Prodeksim | 6   | 3  | 2  | 0  | 1  | 9  | 7  | +2  |
| Sparta Praga  | 3   | 3  | 1  | 0  | 2  | 7  | 9  | -2  |
| MFK Stalìca   | 3   | 3  | 0  | 0  | 3  | 4  | 12 | -8  |

## Ronda Final
Sede: Barcelona,  España
Equipos clasificados:
| Ronda Élite | Ronda Élite   |
| Grupos      | Campeón       |
| ----------- | ------------- |
| A           | MFK KPRF      |
| B           | MFK Tiumén    |
| C           | ElPozo Murcia |
| D           | FC Barcelona  |

|  | Semifinales          | Semifinales          |   |                       | Final                 | Final |  |
|  |                      |                      |   |                       |                       |       |  |
|  |                      |                      |   |                       |                       |       |  |
|  | 9 de octubre de 2020 |                      |   |                       |                       |       |  |
|  | FC Barcelona         | 3 (5)                |   |                       |                       |       |  |
|  | MFK KPRF             | 3 (4)                |   |                       |                       |       |  |
|  |                      |                      |   |                       |                       |       |  |
|  |                      |                      |   |                       | 11 de octubre de 2020 |       |  |
|  |                      |                      |   |                       | FC Barcelona          | 2     |  |
|  |                      | ElPozo Murcia        | 1 |                       |                       |       |  |
|  |                      |                      |   |                       |                       |       |  |
|  |                      |                      |   |                       |                       |       |  |
|  |                      |                      |   |                       | Tercer lugar          |       |  |
|  | 9 de octubre de 2020 | 9 de octubre de 2020 |   | 11 de octubre de 2020 | 11 de octubre de 2020 |       |  |
|  | ElPozo Murcia        | 2                    |   | MFK KPRF              | 2 (3)                 |       |  |
|  | MFK Tiumén           | 1                    |   |                       | MFK Tiumén            | 2 (1) |  |

### Semifinales
| 9 de octubre de 2020, 16:00 | ElPozo Murcia                 | 2:1 (1:0) | MFK Tiumén       | Palau Blaugrana, Barcelona                         |                                                    |
|                             | Rafa 14' · Alberto García 31' | Reporte   | 23' Abramovich ´ | Árbitro(s): Ondřej Černý Borislav Kolev Saša Tomić | Árbitro(s): Ondřej Černý Borislav Kolev Saša Tomić |

| 9 de octubre de 2020, 21:00 | FC Barcelona                                               | 3:3 (2:2,2:1) (t. s.)(5:4 p.) | MFK KPRF                                  | Palau Blaugrana, Barcelona                              |                                                         |
|                             | Lozano 6' · Ferrao 7' · Esquerdinha 42'                    | Reporte                       | 19' Rômulo · 29' Asadov · 49' Nando       | Árbitro(s): Angelo Galante Nicola Manzione Nikola Jelić | Árbitro(s): Angelo Galante Nicola Manzione Nikola Jelić |
|                             |                                                            | Tiros desde el punto penal    |                                           |                                                         |                                                         |
|                             | - Ferrao - Daniel Shiraishi - Esquerdinha - Dyego - Lozano |                               | - Nando - Lin - Saiotti - Rômulo - Asadov |                                                         |                                                         |

### 3.º y 4.º Puesto
| 11 de octubre de 2020, 16:00 | MFK KPRF                         | 2:2 (2:2,0:1) (t. s.)(3:1 p.) | MFK Tiumén                                               | Palau Blaugrana, Barcelona                                         |                                                                    |
|                              | Niyazov 34' · Asadov 39'         | Reporte                       | 17' Bruno Taffy · 37' Milovanov                          | Árbitro(s): Eduardo Fernandes Coelho Borislav Kolev Angelo Galante | Árbitro(s): Eduardo Fernandes Coelho Borislav Kolev Angelo Galante |
|                              |                                  | Tiros desde el punto penal    |                                                          |                                                                    |                                                                    |
|                              | - Nando - Rômulo - Saiotti - Lin |                               | - Milovanov - Vilian Lourenço - Abramovich - Bruno Taffy |                                                                    |                                                                    |

### Final
| 11 de octubre de 2020, 20:00 | FC Barcelona          | 2:1 (2:0) | ElPozo Murcia   | Palau Blaugrana, Barcelona                       |                                                  |
|                              | Dyego 3' · Aicardo 8' | Reporte   | 24' Leo Santana | Árbitro(s): Saša Tomić Nikola Jelić Ondřej Černý | Árbitro(s): Saša Tomić Nikola Jelić Ondřej Černý |